# キャンベル郡 (テネシー州)
キャンベル郡（英: Campbell County）は、アメリカ合衆国テネシー州の北部に位置する郡である。2010年国勢調査での人口は40,716人であり、2000年の39,854人から2.2%増加した。郡庁所在地はジャクスボロ町（人口2,020人）であり、同郡で人口最大の都市はラフォレット市（人口7,456人）である。キャンベル郡はラフォレット小都市圏に属している。さらにノックスビル・セビアビル・ラフォレット広域都市圏に含まれている。

## 歴史
キャンベル郡は1806年に、アンダーソン郡とクレイボーン郡の一部を合わせて設立された。郡名はバージニア州議会議員であり、アメリカ独立戦争の士官だったアーサー・キャンベル大佐（1843年-1811年）に因んで名付けられた。
ジェリコの西、エルクバレーにあるニューマンモス・ケーブは、米英戦争中に弾薬の主成分である硝石の採掘が行われた場所である。南北戦争中にも採掘された可能性がある。1921年、この洞窟が観光用に開発され、遅くとも1928年までは公開された。現在ではアメリカ合衆国魚類野生生物局の手で閉鎖され、絶滅危惧種であるインディアン・コウモリなどコウモリの生息地になっている。
南北戦争のとき、郡民の大半は北部の支持だったが、テネシー州は合衆国から脱退し、アメリカ連合国に加盟した。1861年8月1日、ジャクスボロで北軍のためにテネシー州第1志願兵連隊のB中隊を立ち上げ、北軍のために部隊を結成した州内初の郡になった。

## 地理
アメリカ合衆国国勢調査局に拠れば、郡域全面積は498平方マイル (1,289.8 km2)であり、このうち陸地480平方マイル (1,243.2 km2)、水域は18平方マイル (46.6 km2)で水域率は3.65%である。
キャンベル郡は州北西部のカンバーランド高原と南東部のアパラチアン・リッジ・アンド・バレー地帯との地質的な境目に位置している。西部にあるクロス山と、北部にあるカンバーランド山、ウォルナット山、パイン山など大規模で長く伸びた尾根が特徴である。標高は大きく変化しており、クロス山の3,534フィート 3,534 feet (1,077 m) から、ノリス湖から数マイル離れた位置の1,000フィート (300 m) 足らずまで差がある。ノリス湖は1930年代にテネシー渓谷開発公社が建設した人工湖であり、地域の主要水域になっている。この湖にはクリンチ川とパウェル川、さらにデイビス・クリーク、ビッグ・クリーク、コーブ・クリークなど大きなクリークが注いでいる。コーブ・クリークは小型のコーブ湖にも注いでいる。この湖はやはり1930年代にノリス計画の一部としてテネシー渓谷開発公社が建設したレクリエーション用湖であり、キャリービルから近い。
郡住人の大半は郡南部に住んでおり、ラフォレット、ジャクスボロ、キャリービルの町がある。ケンタッキー州との州境に沿ってあるジェリコは郡内の高原地域では最も知られた町である。
ウォルナット山の北にある部分はカンバーランド川流域にある。ウォルナット山の南にある部分はテネシー川流域である。北西部はエルクバレーと呼ばれる渓谷であり、パイオニアからジェリコまで南西から北東に通っている。

### 隣接する郡
- ウィットリー郡 (ケンタッキー州) - 北
- クレイボーン郡 - 東
- ユニオン郡 - 南東
- アンダーソン郡 - 南
- スコット郡 - 西
- マクリアリィ郡 (ケンタッキー州) - 北西

## 経済
石炭鉱業
キャンベル郡のカンバーランド高原に入る部分は、アパラチア山脈中央部の大半を占めるアパラチア炭田の一部になっている。ジェリコがある部分は経済的にケンタッキー州南東部やウェストバージニア州との結びつきが強く、郡の南部は東テネシーと結びついている。ジェリコ近くの炭層は燃焼の遅い瀝青炭を産出し、20世紀初期はキャンベル郡が州内でも最大の石炭産出郡となっていた。
観光
キャンベル郡はノリス高地の一部にある。ノリス湖の大半が領域に含まれ、他にもノースカンバーランド野生生物管理地域など幾つかの管理地域がある。キャリービル近くのコーブ湖州立公園とジェリコ近くのインディアン山州立公園が郡内にあり、まらノリスダム州立公園の一部も入っている。カンバーランド・トレイルに繋がる2本の歩道もある。

## 人口動態

人口ピラミッド

以下は2000年の国勢調査による人口統計データである。
| 基礎データ - 人口: 39,854人 - 世帯数: 16,125 世帯 - 家族数: 11,577 家族 - 人口密度: 32人/km2（83人/mi2） - 住居数: 18,527軒 - 住居密度: 15軒/km2（39軒/mi2） 人種別人口構成 - 白人: 98.13% - アフリカン・アメリカン: 0.30% - ネイティブ・アメリカン: 0.31% - アジア人: 0.16% - 太平洋諸島系: 0.04% - その他の人種: 0.16% - 混血: 0.91% - ヒスパニック・ラテン系: 0.67% | 年齢別人口構成 - 18歳未満: 22.9% - 18-24歳: 8.5% - 25-44歳: 28.0% - 45-64歳: 25.5% - 65歳以上: 15.1% - 年齢の中央値: 38歳 - 性比（女性100人あたり男性の人口） - 総人口: 93.0 - 18歳以上: 90.9 世帯と家族（対世帯数） - 18歳未満の子供がいる: 29.8% - 結婚・同居している夫婦: 55.3% - 未婚・離婚・死別女性が世帯主: 12.6% - 非家族世帯: 28.2% - 単身世帯: 25.4% - 65歳以上の老人1人暮らし: 11.6% - 平均構成人数 - 世帯: 2.44人 - 家族: 2.91人 | 収入と家計 - 収入の中央値 - 世帯: 25,285米ドル - 家族: 30,197米ドル - 性別 - 男性: 26,762米ドル - 女性: 19,138米ドル - 人口1人あたり収入: 13,301米ドル - 貧困線以下 - 対人口: 22.8% - 対家族数: 18.4% - 18歳未満: 32.0% - 65歳以上: 17.7% |

## 都市と町

### 都市
- キャリービル
- ジャクスボロ - 郡庁所在地
- ジェリコ
- ラフォレット
- レイクシティ（主にアンダーソン郡内）

### 未編入の町
| - クリンチモア - クーリッジ - ダフ - エルクバレー | - ヘイバーシャム - フィンキャッスル - ニューカム - パインクレスト | - パイオニア - ストーニーフォーク - ホワイトオーク - ウィン |